# 2015年新加坡
|        | 新加坡歷史 |
| 世紀： | 20世紀新加坡 \| 21世紀新加坡 \| 22世紀新加坡                                                                                                 |
| 年代： | 1980年代新加坡 \| 1990年代新加坡 \| 2000年代新加坡 \| 2010年代新加坡 \| 2020年代新加坡 \| 2030年代新加坡 \| 2040年代新加坡                   |
| 年份： | 2011年新加坡 \| 2012年新加坡 \| 2013年新加坡 \| 2014年新加坡 \| 2015年新加坡 \| 2016年新加坡 \| 2017年新加坡 \| 2018年新加坡 \| 2019年新加坡 |
| 紀年： | 乙未年（羊年）、新加坡开埠196周年、新加坡独立50周年                                                                                          |

下表整理了2015年新加坡發生的事件，包括政府主要官员、各月大事记和当年出生及逝世的人物。

## 領導人
- 總統：陳慶炎
- 總理：李顯龍

## 事件

### 3月
- 3月23日：新加坡開國元勋李光耀逝世（享年91歲）。

### 6月
- 6月5日至16日： 2015年東南亞運動會
- 6月10日： 2015年沙巴地震

### 8月
- 8月9日：新加坡慶祝獨立五十年。

## 逝世
- 3月23日，李光耀（91歲）